# Резолюция 154 на Съвета за сигурност на ООН
Резолюция 154 на Съвета за сигурност на ООН е приета на 23 август 1960 г. по повод кандидатурата на Централноафриканската република за членство в ООН. С Резолюция 154 Съветът за сигурност препоръчва на Общото събрание на ООН Централноафриканската република да бъде приета за член на Организацията на обединените нации.